# Bouqui et Malice
Bouqui et Malice, ou Bouki et Ti Malice, sont les deux inséparables personnages des contes traditionnels et populaires d'Haïti. Ces contes constituent un patrimoine culturel oral sous le nom de « Histoire de Bouqui et Malice » et en créole haïtien « Istwa Bouki ak Malis ». Les deux compères tirent leur origine des traditions orales rapportées par les esclaves venus d'Afrique à l'époque du commerce triangulaire. Ces deux héros ont leurs pendants dans la littérature antillaise, sous d'autres appellations, notamment en Guadeloupe et en Martinique. 
L'écrivain haïtien et conteur Alibée Féry fut le premier à écrire et publier les contes et récits de Bouqui et Malice. Par la suite, d'autres écrivains les ont repris. Un grand nombre des dialogues de Bouqui et Malice furent publiés de semaine en semaine à Port-au-Prince dans le quotidien Le Nouvelliste, entre mai 1991 et mai 1992.

## Historique
Bouqui et Malice tirent leur origine des traditions orales africaines. Au Sénégal et dans les pays voisins, ces deux personnages apparaissent sous une forme animalière. Bouqui est représenté sous l'aspect de la hyène, qui se dit « Bouki » en langues Wolof, alors que Malice est un lièvre appelé « Leuk » en wolof. À partir de là, se développent des traits de caractères qui identifient les deux compères. Bouki, la hyène affamée et maigre et Leuk, le lièvre au caractère malicieux et à la ruse légendaire.
Dans les Caraïbes, Bouqui et Malice n'apparaissent pas sous un aspect animalier comme en Afrique, ils s'apparentent davantage à des personnages indéfinissables aux caractéristiques néanmoins assez proches de l'humain. En Guadeloupe et en Martinique, Bouqui apparaît sous les traits d'un félin ou sous le nom de « Zamba », alors que Malice revêt les traits du lapin, rappelant ainsi le lièvre africain. Ces caractéristiques ne sont pas sans rappeler le bestiaire des contes français, le loup (ou Grand-Loup) s'apparentant à Bouqui et le renard (ou Maître Renard) reconnaissable dans le personnage de Malice. La chercheuse guadeloupéenne Colette Maximin y voit une face sombre, parlant d'un « humour macabre » et d'un rapport de menteur/profiteur à souffre-douleur.
Ces contes oraux traditionnels commencent toujours par les onomatopées « Krik ? » « Krak ! », cette tradition est héritée de l'Afrique. Autre lien entre l'Afrique et les Caraïbes, les mêmes principes et tabous vaudou entourant le conte : tout comme les Sénégalais, les Haïtiens se doivent de raconter ces contes après le crépuscule, car conter ces récits de personnages apparentés aux esprits des Lwas vaudous, durant la journée risquerait d'attirer le mauvais sort sur la famille.

## Personnages
Bouqui et Malice sont régulièrement, mais pas systématiquement, associés, d'une façon allusive, dans des liens familiaux de neveu et oncle, d'où l'appellation récurrente de « Tonton Bouqui » ou « Oncle Bouqui ».

### Bouqui
Bouqui, appelé également « Oncle Bouqui » ou « Tonton Bouqui », parfois « Bouki », est le souffre-douleur continuel de son compère et neveu Malice. Face à la ruse de Malice, Bouqui développe une certaine forme de résistance, malgré ses mésaventures, il renaît tel le Phénix, de ses cendres et repart toujours pour de nouvelles « més-aventures ».
Le personnage de Bouqui cumule de nombreux défauts et quelques qualités. 
- Défauts : Bouqui est crédule, impatient, paresseux, maladroit, vorace, sot, mauvais parleur, mauvais chanteur.
- Qualités : Bouqui est fidèle à sa compagne (surnommée parfois « Bouquinette ») et aime ses enfants.

### Malice
Malice, appelé également « Ti Malice », toujours prêt à jouer des tours à son entourage, le plus souvent pour tirer profit d'une situation qui n'est pas à son avantage. Il concocte des projets diaboliques vis-à-vis des autres et de son oncle Bouqui. Malice passe ainsi le plus clair de son temps à taquiner Bouqui.
Le personnage de Malice accumule également de nombreux défauts et quelques qualités.
- Défauts : Malice est naturellement malicieux, espiègle, farceur, taquin, rusé, menteur, voleur, égoïste, lâche, gourmand, orgueilleux et bonimenteur.
- Qualités : Malice est audacieux, intelligent, débrouillard, musicien, bon chanteur, charmeur, et beau parleur.

## Extraits
« Bouki avait un bœuf. Mais ce bœuf, il l'avait caché à cause de son compère Malice. [...] Alors Bouki engraissait son bœuf à l'insu de son ami et compère […] Malice se mit à l'épier pour découvrir le secret qu'il lui cachait. Au bout d'une semaine de patience, la curiosité de Malice fut satisfaite. Il connaissait et le secret et sa cachette. [Un beau jour Bouki s'absente] Malice, de son côté, allait profiter de cette occasion pour manger le bœuf de Bouki.. »

— Déita (Mercedes Guignard), Malice et le boeuf de Bouki 
Dans une autre de ces histoires, Malice arrive à convaincre Bouqui de ne pas porter ses nouvelles chaussures pendant un long voyage à travers des chemins semés de pierres tranchantes. Quand Bouqui revient de son voyage, les pieds ensanglantés, Malice le complimente sur sa décision de voyager les pieds nus, ajoutant : « Tu vois ce qui serait arrivé à tes souliers neufs si tu les avais portés ! ».